# Vernon River-Stratford
Circonscription électorale provinciale du Canada
Pour les articles homonymes, voir Vernon et Stratford.
Vernon River-Stratford est une circonscription électorale provinciale de l'Île-du-Prince-Édouard (Canada). La circonscription est créée en 1996 à partir de portions des circonscriptions 3e Queens et 4e Queens.

## Liste des députés
| Vernon River-Stratford                                  | Vernon River-Stratford | Vernon River-Stratford    | Vernon River-Stratford | Vernon River-Stratford | Vernon River-Stratford |
| Nom                                                     | Nom                    | Parti                     | Mandat                 | Législature            |                        |
| ------------------------------------------------------- | ---------------------- | ------------------------- | ---------------------- | ---------------------- | ---------------------- |
| Pour la période 1873-1996, voir 3e Queens et 4e Queens. |                        |                           |                        |                        |                        |
|                                                         | Wilbur MacDonald       | Progressiste-conservateur | 1996 - 2000            | 60e                    |                        |
|                                                         | Wilbur MacDonald       | Progressiste-conservateur | 2000 - 2003            | 61e                    |                        |
|                                                         | Wilbur MacDonald       | Progressiste-conservateur | 2003 - 2007            | 62e                    |                        |
|                                                         | Alan McIsaac           | Libéral                   | 2007 - 2011            | 63e                    |                        |
|                                                         | Alan McIsaac           | Libéral                   | 2011 - 2015            | 64e                    |                        |
|                                                         | Alan McIsaac           | Libéral                   | 2015 - 2019            | 65e                    |                        |
| Pour la période après 2019, voir Mermaids-Stratford.    |                        |                           |                        |                        |                        |

## Géographie
La circonscription comprend la ville de Stratford.